# Mistrovství světa v silniční cyklistice mužů – časovka jednotlivců do 23 let
Časovka jednotlivců do 23 let se na mistrovství světa v silniční cyklistice jela poprvé v roce 1996. Nejúspěšnějším závodníkem v této disciplíně je Dán Mikkel Bjerg s třemi zlatými medailemi.

## Medailisté
| Rok / místo           | Zlato                       | Stříbro                     | Bronz                     |
| --------------------- | --------------------------- | --------------------------- | ------------------------- |
| MS 1996 Lugano        | Luca Sironi (ITA)           | Roberto Sgambelluri (ITA)   | Andreas Klöden (GER)      |
| MS 1997 San Sebastián | Fabio Malberti (ITA)        | László Bodrogi (HUN)        | David George (RSA)        |
| MS 1998 Valkenburg    | Thor Hushovd (NOR)          | Frédéric Finot (FRA)        | Gian-Mario Ortenzi (ITA)  |
| MS 1999 Verona        | Iván Gutiérrez (ESP)        | Michael Rogers (AUS)        | Jevgenij Petrov (RUS)     |
| MS 2000 Plouay        | Jevgenij Petrov (RUS)       | Fabian Cancellara (SUI)     | Michael Rogers (AUS)      |
| MS 2001 Lisabon       | Danny Pate (USA)            | Sebastian Lang (GER)        | James Perry (RSA)         |
| MS 2002 Zolder        | Tomas Vaitkus (LTU)         | Alexandr Bespalov (RUS)     | Sérgio Paulinho (POR)     |
| MS 2003 Hamilton      | Markus Fothen (GER)         | Niels Scheuneman (NED)      | Alexandr Bespalov (RUS)   |
| MS 2004 Verona        | Janez Brajkovič (SLO)       | Thomas Dekker (NED)         | Vincenzo Nibali (ITA)     |
| MS 2005 Madrid        | Michail Ignaťjev (RUS)      | Dmytro Grabovskyj (UKR)     | Peter Latham (NZL)        |
| MS 2006 Salcburk      | Dominique Cornu (BEL)       | Michail Ignaťjev (RUS)      | Jérôme Coppel (FRA)       |
| MS 2007 Stuttgart     | Lars Boom (NED)             | Michail Ignaťjev (RUS)      | Jérôme Coppel (FRA)       |
| MS 2008 Varese        | Adriano Malori (ITA)        | Patrick Gretsch (GER)       | Cameron Meyer (AUS)       |
| MS 2009 Mendrisio     | Jack Bobridge (AUS)         | Nelson Oliveira (POR)       | Patrick Gretsch (GER)     |
| MS 2010 Geelong       | Taylor Phinney (USA)        | Luke Durbridge (AUS)        | Marcel Kittel (GER)       |
| MS 2011 Kodaň         | Luke Durbridge (AUS)        | Rasmus Quaade (DEN)         | Michael Hepburn (AUS)     |
| MS 2012 Limburg       | Anton Vorobjov (RUS)        | Rohan Dennis (AUS)          | Damien Howson (AUS)       |
| MS 2013 Florencie     | Damien Howson (AUS)         | Yoann Paillot (FRA)         | Lasse Norman Leth (DEN)   |
| MS 2014 Ponferrada    | Campbell Flakemore (AUS)    | Ryan Mullen (IRL)           | Stefan Küng (SUI)         |
| MS 2015 Richmond      | Mads Würtz Schmidt (DEN)    | Maximilian Schachmann (GER) | Lennard Kämna (GER)       |
| MS 2016 Dauhá         | Marco Mathis (GER)          | Maximilian Schachmann (GER) | Miles Scotson (AUS)       |
| MS 2017 Bergen        | Mikkel Bjerg (DEN)          | Brandon McNulty (USA)       | Corentin Ermenault (FRA)  |
| MS 2018 Innsbruck     | Mikkel Bjerg (DEN)          | Brent Van Moer (BEL)        | Mathias Norsgaard (DEN)   |
| MS 2019 Yorkshire     | Mikkel Bjerg (DEN)          | Ian Garrison (USA)          | Brandon McNulty (USA)     |
| MS 2020 Imola         | Nejelo se kvůli covidu-19   | Nejelo se kvůli covidu-19   | Nejelo se kvůli covidu-19 |
| MS 2021 Bruggy        | Johan Price-Pejtersen (DEN) | Luke Plapp (AUS)            | Florian Vermeersch (BEL)  |
| MS 2022 Wollongong    | Søren Wærenskjold (NOR)     | Alec Segaert (BEL)          | Leo Hayter (GBR)          |
| MS 2023 Glasgow       | Lorenzo Milesi (ITA)        | Alec Segaert (BEL)          | Hamish McKenzie (AUS)     |
| MS 2024 Curych        | Iván Romeo (ESP)            | Jakob Söderqvist (SWE)      | Jan Christen (SUI)        |

## Medailové pořadí zemí
(Po MS 2023)
| Pořadí | Země               | Zlato | Stříbro | Bronz | Celkem |
| ------ | ------------------ | ----- | ------- | ----- | ------ |
| 1      | Dánsko             | 5     | 1       | 2     | 8      |
| 2      | Austrálie          | 4     | 4       | 6     | 14     |
| 3      | Itálie             | 4     | 1       | 2     | 7      |
| 4      | Rusko              | 3     | 3       | 2     | 8      |
| 5      | Německo            | 2     | 4       | 4     | 10     |
| 6      | USA                | 2     | 2       | 1     | 5      |
| 7      | Norsko             | 2     | 0       | 0     | 2      |
| 8      | Belgie             | 1     | 3       | 1     | 5      |
| 9      | Nizozemsko         | 1     | 2       | 0     | 3      |
| 10     | Litva              | 1     | 0       | 0     | 1      |
| 10     | Slovinsko          | 1     | 0       | 0     | 1      |
| 10     | Španělsko          | 1     | 0       | 0     | 1      |
| 10     | Norsko             | 1     | 0       | 1     | 1      |
| 11     | Francie            | 0     | 2       | 2     | 4      |
| 12     | Portugalsko        | 0     | 1       | 1     | 2      |
| 12     | Švýcarsko          | 0     | 1       | 1     | 2      |
| 13     | Maďarsko           | 0     | 1       | 0     | 1      |
| 13     | Irsko              | 0     | 1       | 0     | 1      |
| 13     | Ukrajina           | 0     | 1       | 0     | 1      |
| 14     | Nový Zéland        | 0     | 0       | 1     | 1      |
| 14     | Jižní Afrika       | 0     | 0       | 1     | 1      |
| 14     | Spojené království | 0     | 0       | 1     | 1      |
| 14     | Austrálie          | 0     | 0       | 1     | 1      |